# Sway (rappeur japonais)
Pour les articles homonymes, voir Sway.
Shuhei Nogae (野替 愁平, Nogae Shuhei), alias Sway, né le 9 juin 1986 à Sapporo, dans la préfecture de Hokkaido au Japon, est un rappeur japonais. 

## Biographie
Durant son enfance, Shuhei était fan de basketball, particulièrement NBA. Il achetait souvent le magazine de sport Hoop, et après avoir lu un article à propos de Allen Iverson et de Kobe Bryant faisant du rap, il a développé un intérêt pour la musique rap et la culture hip-hop. C'est pour cela qu'il a commencé à chanter et à travailler comme DJ dans ses temps libres. Durant sa troisième année de lycée au Japon, il a également commencé à faire du design graphique et du breakdance. Il a aussi produit de la musique de danse, écrit des paroles et commencé à rapper. 
C’est à l'âge de 16 ans, après avoir vu le film 8 Mile, qu’il est devenu plus sérieux face à sa carrière de rappeur. Il a alors trouvé son nom de rappeur à l'aide d'un dictionnaire Anglais-Japonais. Il y a choisi le mot « sway » dû à la similarité de prononciation avec son prénom et parce qu'il aimait sa définition. À 17 ans, Sway a formé un groupe de rap nommé « Wild Style » avec son ami Shokichi et ils ont performé ensemble jusqu'à ce que Sway, âgé de 19 ans, déménage à Toronto où il a fait des études pendant deux ans.